# Strada statale 700 della Reggia di Caserta
La strada statale 700 della Reggia di Caserta (SS 700), detta anche variante di Caserta o tangenziale di Caserta, è una strada statale di proprietà dell'ANAS, che attraversa le città di Maddaloni, Caserta, Casagiove, San Prisco, Casapulla, Curti e Santa Maria Capua Vetere ed è di prossima estensione a Capua.

Essa è costituita dalla variante delle ex strade statali 7 via Appia e 265 dei Ponti della Valle.
La numerazione SS 700 appare dal 2010 sui segnali di progressiva chilometrica (precedenti numerazioni erano variante ss7/265 e SS 7/SS 265). La provvisoria denominazione che l'ANAS aveva assegnato all'arteria era quella di nuova strada ANAS 285 Tangenziale di Caserta (NSA 285).

## Storia
La storia della strada ha inizio nel corso degli anni ottanta-anni novanta del XX secolo, quando ne viene costruito il primo nucleo corrispondente alla variante tra Maddaloni e Caserta, che terminava nella periferia orientale del capoluogo.

Il 22 dicembre 2005 viene aperto al traffico un ulteriore tratto di 2,200 km tra gli svincoli Caserta ospedale e Caserta Ovest, quasi interamente rappresentati dalla galleria Parco della Reggia che permette di oltrepassare il parco della Reggia di Caserta.

L'ultimo tratto ad essere aperto al traffico è invece quello che dallo svincolo di Caserta Ovest porta a Santa Maria Capua Vetere, inaugurato il 5 ottobre 2006, completando così l'arteria.

L'opera è diventata interamente funzionale con l'apertura dello svincolo di Santa Maria Capua Vetere dell'A1 Milano-Napoli, avvenuta il 15 dicembre 2008, che permette l'allacciamento diretto con la rete autostradale.
Provvisoriamente definita come nuova strada ANAS 285 Tangenziale di Caserta (NSA 285), ha ottenuto la classificazione definitiva con il D.P.C.M. del 08/07/2010 che individuava il seguente itinerario: "Innesto con la ex S.S. n. 265 presso Maddaloni - innesto con la S.C. Pimpinelle presso Capua", modificato poi in "Innesto con la ex S.S. n. 265 presso Maddaloni - Svincolo autostradale A1 (Santa Maria Capua Vetere)".

## Caratteristiche
È dotata di una corsia per ogni senso di marcia, una area di servizio, due gallerie ed è composta di nove uscite per una lunghezza di quasi diciassette chilometri, dei quali circa due passano sotto il parco della reggia di Caserta.
La si può imboccare dalle uscite dell'autostrada A1 di Caserta sud da Maddaloni, Caserta nord da Casagiove, e Santa Maria Capua Vetere.

### Tabella percorso
| Strada Statale 700 della Reggia di Caserta |                                                                        |      |      |           |
| Tipo                                       | Indicazione                                                            | ↓km↓ | ↑km↑ | Provincia |
|                                            | ex dei Ponti della Valle Maddaloni - Via Appia                         | 0,0  | 16,7 | CE        |
|                                            | ex dei Ponti della Valle Maddaloni - MI-NA                             | 0,3  | 16,2 | CE        |
|                                            | Caserta - San Nicola la Strada                                         | 2,8  | 13,8 | CE        |
|                                            | Area di servizio                                                       | -    | 13,0 | CE        |
|                                            | Caserta - Tredici - San Clemente                                       | 5,0  | 11,7 | CE        |
|                                            | Caserta - Tuoro Stadio Alberto Pinto                                   | 6,7  | 9,7  | CE        |
|                                            | Caserta - Ospedale Azienda Ospedaliera San Sebastiano e S.Anna         | 8,4  | 8,2  | CE        |
|                                            | Caserta Ovest - Caiazzo San Leucio                                     | 10,7 | 5,9  | CE        |
|                                            | Casagiove MI-NA                                                        | 12,1 | 4,5  | CE        |
|                                            | San Prisco                                                             | 14,5 | 1,9  | CE        |
|                                            | MI-NA - svincolo "Santa Maria Capua Vetere"                            | 16,7 | 0,0  | CE        |
|                                            | SC Pimpinelle Sant'Angelo in Formis - Capua - Santa Maria Capua Vetere | 16,7 | 0,0  | CE        |